# ريتشارد هورنر تومسون
ريتشارد هورنر تومسون (بالإنجليزية: Richard Horner Thompson)‏ هو عسكري أمريكي، ولد في 24 سبتمبر 1926 في نيويورك في الولايات المتحدة، وتوفي في 21 فبراير 2016 في فيرفاكس في الولايات المتحدة.